# The Computer Programme
The Computer Programme è un programma televisivo britannico di genere documentario, trasmesso da BBC Two nel 1982 in 10 puntate settimanali. È un programma divulgativo sull'informatica, di importanza storica per l'argomento, uscito in un periodo in cui l'informatica domestica britannica era una novità in grande espansione.

## Contenuti
Ogni puntata di The Computer Programme introduce i concetti di base e mostra concretamente le molte possibilità di applicazione dei microprocessori, tramite apparecchiature che vanno dal supercomputer Cray-1 al piccolo home computer ZX81. La serie non badò a spese, pur senza l'uso di effetti speciali, per mostrare in modo chiaro e realistico le tecnologie, anche andando nei veri luoghi di applicazione e avvalendosi di esperti del settore.
Il presentatore generale è Chris Serle, mentre la parte centrale e didattica di ogni puntata è gestita da Ian McNaught-Davis, che dà una dimostrazione concreta degli argomenti trattati, utilizzando in studio un home computer BBC Micro. L'inserimento di istruzioni nel computer viene mostrato a pieno video in tempo reale, divulgando i primi rudimenti del linguaggio BASIC. Un'altra presenza stabile è Gill Nevill, come inviata nei servizi all'esterno.
La sigla animata mostra un gufo (simbolo anche del BBC Micro) che entra in una casa, con il sottofondo musicale di Computerwelt dei Kraftwerk.

## Storia
In quegli anni la rivoluzione informatica stava raggiungendo le masse e si prevedeva un grande impatto sulle attività produttive. La BBC iniziò ad affrontare pienamente l'argomento con un documentario della serie Horizon intitolato Now the Chips Are Down, trasmesso il 31 marzo 1978. Mostrava le possibili applicazioni, all'epoca innovative, permesse dall'uso dei microprocessori, e la fiorente produzione orientale e americana. Il documentario colpì il pubblico britannico, anche perché sul finale analizzava la necessità del Regno Unito di informatizzare la propria produttività come già fatto da altri Paesi, per non rischiare un crollo dell'occupazione.
Il governo britannico avviò poco dopo il Computer Literacy Project, un'iniziativa multimediale progettata dal 1979 e lanciata a marzo 1982, finalizzata all'alfabetizzazione informatica della popolazione, mediante trasmissioni televisive e radiofoniche, progetti scolastici, e l'adozione di un microcomputer comune di produzione britannica.
La prima serie televisiva trasmessa nell'ambito del Computer Literacy Project fu The Silicon Factor, avviata il 19 marzo 1980, consistente in tre puntate da 40 minuti che esploravano le nuove tecnologie e il loro possibile impatto sulla competitività economica britannica. Seguì Managing the Micro, dal 1º maggio 1981, cinque puntate da 25 minuti che mostravano come la microelettronica poteva supportare le piccole aziende, i vantaggi dell'office automation e le difficoltà da affrontare per introdurre queste novità.
Nel frattempo venne indetta una gara per determinare il modello di computer protagonista del Computer Literacy Project, che sarebbe stato poi utilizzato anche in The Computer Programme. Il modello scelto divenne il BBC Micro.
La prima delle 10 puntate di The Computer Programme andò in onda a gennaio 1982. Era introdotta da una scenetta comica, dove l'inesperto presentatore Chris Serle entra in un grande negozio di elettronica per comprare un personal computer e ha una discussione confusionaria con un commesso, interpretato da Roy Kinnear, anch'egli poco consapevole di quello che vende.
Il mercato dell'informatica domestica britannica era in grande fioritura, sulla scia degli economici computer nazionali ZX80 e ZX81, e il programma ebbe un enorme successo.
Nell'ambito del Computer Literacy Project la BBC continuò con altri tre programmi televisivi, tutti condotti da Ian McNaught-Davis. Making the Most of the Micro, iniziato a gennaio 1983, con altre 10 puntate entrava maggiormente nel dettaglio, ed ebbe ampio seguito sebbene fosse più impegnativo. Computers in Control, iniziato a marzo 1984, documentava la robotica in 5 puntate. The Electronic Office, iniziato a maggio 1984, in 5 puntate, riguardava l'impatto avuto dal computer sul mondo del lavoro, in particolare sul terziario avanzato. A livello popolare i programmi, all'epoca, resero i cittadini britannici i più informatizzati d'Europa.

## Puntate
Furono trasmesse 10 puntate settimanali di circa 25 minuti:
1. It's Happening Now (11 gennaio 1982) - introduzione all'informatica, cosa stava facendo e in che direzione andava.
2. Just One Thing After Another (18 gennaio 1982) - i fondamenti della programmazione, come sequenza di passi relativamente semplici.
3. Talking to a Machine (25 gennaio 1982) - la comunicazione con il computer, i linguaggi di programmazione.
4. It's on the Computer (1º febbraio 1982) - immagazzinamento e recupero delle informazioni.
5. The New Media (8 febbraio 1982) - i nuovi media come principale impatto dell'informatica sul pubblico.
6. Moving Pictures (15 febbraio 1982) - la generazione di immagini e suoni.
7. Let's Pretend (22 febbraio 1982) - le possibilità della simulazione.
8. The Thinking Machine (1º marzo 1982) - l'evoluzione dell'intelligenza artificiale.
9. In Control (8 marzo 1982) - l'automazione, anche nelle applicazioni domestiche.
10. Things to Come (15 marzo 1982) - il futuro dell'informatica, come influirà sulla società e sull'economia.

## Edizioni estere
The Computer Programme fu trasmesso anche negli Stati Uniti d'America, settimanalmente a partire da aprile 1983, dalla PBS.
In Spagna l'emittente catalana TV3 trasmise il programma Connecta el micro, pica el start. In parte ripropone il programma originale della BBC, in parte è costituito da puntate di 15 minuti di materiale originale in catalano dove si programma il Dragon 200 anziché il BBC Micro.

## Altri media
Nell'ambito del Computer Literacy Project venne pubblicato un libro, The Computer Book (BBC, 1982, OCLC 8780275), come controparte più approfondita del programma televisivo. Entro l'estate 1983 vendette oltre 80 000 copie. Ne uscirono edizioni anche negli Stati Uniti (The Beginner's Guide to Computers, Addison-Wesley, 1982, OCLC 9016145) e in Spagna (Els Ordinadors i la cultura informàtica, Fundació Caixa de Pensions, 1985, OCLC 803143956), Paesi dove fu trasmesso anche il programma.